# 남린
남린(2004년 ~ )은 대한민국의 바이올리니스트이다.

## 학력
- 예원학교 (수석 입학)
- 서울예술고등학교 (고교 과정 1년 (검정고시))
- 서울대학교 (2년 당겨 입학 (검정고시)) (재학 중)